# Microbloedonderzoek
Microbloedonderzoek (of MBO) is een onderzoek waarbij de zuurgraad van een ongeboren baby wordt bepaald.
Bij een bevalling in het ziekenhuis wordt de conditie van de ongeboren baby doorgaans gecontroleerd door middel van een CTG middels een cardiotocograaf of door middel van een schedelelektrode. Wanneer het CTG onregelmatig wordt of juist een heel vlak patroon laat zien, is het van belang om de zuurgraad (pH) van de baby te onderzoeken om te bepalen of deze terugloopt.

## Methode
Er wordt een hol buisje in de vagina gebracht. Door dit buisje wordt het hoofdje van de ongeboren baby zichtbaar. Door het buisje wordt een klein sneetje in de hoofdhuid van de baby gemaakt en wordt de vrijgekomen druppel bloed opgevangen. Bij een lage pH (<7.20) zijn er aanwijzingen dat de baby in nood is en kan besloten worden tot het versnellen van de bevalling: door het zetten van een knip (episiotomie), het verrichten van een vacuümextractie of forcipale extractie of een keizersnede. Bij een goede uitslag wordt afgewacht en wordt het onderzoek later wellicht nogmaals gedaan.